# Перо (мифология)
Перо (др.-греч. Πηρώ) — персонаж древнегреческой мифологии, дочь царя Пилоса Нелея и Хлориды, славившаяся своей красотой. Нелей согласился отдать её за того, кто приведёт стадо Ификла. Это сделал Мелампод, и Перо стала женой его брата Бианта, от которого родила Анаксибию и Талая.